# Universität der Künste Belgrad
Die Universität der Künste Belgrad (serbisch: Универзитет уметности у Београду/Univerzitet umetnosti u Beogradu) ist eine Universität für Musik, Kunst und Theater in Belgrad und wurde 1957 gegründet.

## Geschichte
Die Geschichte der Universität der Künste Belgrad begann 1937, als in Belgrad die erste Kunsthochschule und Musikhochschule gegründet wurden. 1947 wurde die Akademie für Schauspiel und 1948 die Akademie für Angewandte Kunst gebildet. 1953 schlossen sich die Akademien zur Kunstakademie Belgrad zusammen. 1973 wurden die Kunstakademien zu Fakultäten ausgeweitet, aus der Kunstakademie entstand die Universität der Künste, die zweite selbstständige Belgrader Universität.
Derzeit studieren etwa 1.700 Studenten.

## Fakultäten
Es gibt vier Fakultäten:
- Fakultät für Musik
- Fakultät für Darstellende Kunst
- Fakultät für Angewandte Kunst
- Fakultät für Dramaturgie